# Торос (озеро, Беломорско-Балтийский канал)
Торос — озеро на территории Повенецкого городского поселения Медвежьегорского района и Поповпорожского сельского поселения Сегежского района Республики Карелии.

## Общие сведения
Площадь озера — 2,5 км², площадь водосборного бассейна — 671 км². Располагается на высоте 95 метров над уровнем моря.
Водоём зарегулирован, является частью Выгозерского водохранилища. Через озеро проходит Беломорско-Балтийский канал
Форма озера лопастная, продолговатая: вытянуто с северо-запада на юго-восток. Берега изрезанные, каменисто-песчаные, местами заболоченные.
В озере более десятка безымянных островов различной площади.
На северном берегу озера расположен населённый пункт — Посёлок при 9 шлюзе ББК, через который проходит дорога местного значения 86К-149 («Повенец — шлюзы N 7, 8, 9»).
Код объекта в государственном водном реестре — 02020001311102000006698.

## Панорама

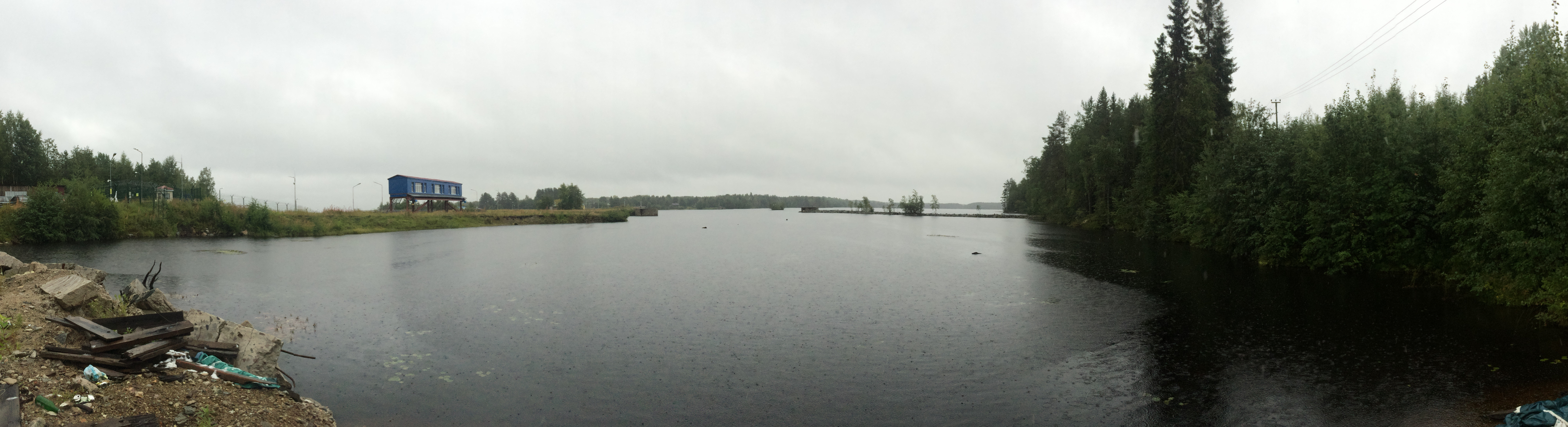
Панорама